# Zhaoge
Zhaoge (chino simplificado: 朝歌, mandarín: Zhāogē), es una serie de televisión china que se espera sea transmitida por iQiyi.

## Sinopsis
Durante la Dinastía Shang, la Capital de China se trasladó a Zhaoge con la esperanza de que la ciudad prosperara, sin embargo durante el Reinado del Rey Zhou de Shang, el sustento de la gente fue llevado a un estado desesperado debido a la guerra. Afortunadamente, el hijo del Rey Zhou de Shang, también tenía como aliado al hijo del Rey Wen de Zhou, Ji Kao, quien estaba en buenos términos con el hijo del Rey Zhou, Yin Jiao, quien deseaba salvar a la gente de su difícil situación.
Cuando Ji Kao es degradado a la posición de un esclavo, es salvado por Yin Jiao. Mientras huyen conocen a Jiang Ziya, Nezha y Yang Jian, quienes lo ayudan. 
Años más tarde, Ji Kao ha cambiado su nombre por el de Ji Fa y lidera a ochocientos príncipes feudales para reprimir al Rey Zhou, lo que lleva a la destrucción a la Dinastía Shang. Poco después Yin Jiao traiciona a Ji Fa, a quien acusa de llevar a su madre a su muerte, lo que a su vez lleva a Yin Jiao a su suicidio.
Eventualmente Ji Fa asciende y se convierte en el Rey Wu de Zhou, y busca seguir el sueño que compartió con su amigo Yin Jiao, llevar a su gente hacia una vida y futuro mejor.

## Reparto

### Personajes principales
| Actor                | Personaje              | N.º de episodios | Notas |
| -------------------- | ---------------------- | ---------------- | --- |
| Zhang Zhehan         | Ji Fa / Ji Kao         | -                | Es el segundo hijo del Rey Wen de Zhou y Tai Si, así como el Príncipe del Estado Xiqi, quien más tarde se convierte en el Rey Wu de Zhou. Fi Ja es mantenido como rehén en Zhaoge, antes de ser rescatado. Es un hombre con gran magnanimidad y ambiciones, que más tarde se convierte en un gran y respetado gobernante. Su verdadero amor es Daji.                                                          |
| Wu Jinyan            | Daji / Yue Hao / Youji | -                | Es la hija de Su Hu y la reencarnación de un demonio zorro. Es una mujer que posee una gran belleza, inocencia y amabilidad, cuyo verdadero amor es Ji Fa. Sin embargo después de ser poseída por su reencarnación anterior, su temperamento sufre un gran cambio y se vuelve en una mujer astuta y manipuladora. Cuando entra al palacio, rápidamente asciende al poder como la consorte favorita de Di Xin. |
| Bao Jianfeng         | Di Xin                 | -                | Es el Último Emperador de la Dinastía Shang. Un hombre bien versado y con habilidades sobresalientes. A pesar de tener un papel muy importante en la expansión del territorio de Shang, más tarde cae presa de la seducción y se convierte en un gobernante incapaz. Daji, es su consorte favorita y Di Xin hace cualquier cosa por ella.                                                                     |
| Gillian Chung        | He Sang                | -                | Es la Reina de la Tribu Yu, una mujer que valora el poder y el amor por igual. Está profundamente enamorada del Príncipe Wu Geng. |
| Merxat Yalkun        | Wu Geng                | -                | Es el hijo de Di Xin, un joven Príncipe talentoso que se ve atrapado entre sus oponentes políticos y las sospechas de su padre. Wu Geng quiere convertirse en el Emperador no por el poder, sino para proteger a su único y verdadero amor, Yi Jiang, sin embargo ella no le corresponde. Más tarde, al no poder soportar la opresión, comienza a vengarse de todas las personas que le hicieron daño.        |
| Wu Jiayi             | Yi Jiang               | -                | Es la hija de Jiang Ziya. Con el objetivo de convertirse en un médico exitoso, Yi se infiltra en el palacio para buscar educación, ahí conoce y se hace amiga de Ji Fa y de Wu Geng. Poco a poco comienza a enamorarse de Ji Fa, más tarde se convierte en su esposa y en la Emperatriz de Zhou. |
| Bai Lu               | Deng Chanyu            | -                | Es una dama noble de nacimiento y la esposa de Tu Xingsun. |
| He Fengtian (何奉天) | Shen Gongbao           | -                | Es el asesor de la Dinastía Shang y el aprendiz de Jiang Ziya. A pesar de que aparenta estar en buenos términos con Ziya, en realidad guarda un rencor hacia él, debido a las constantes comparaciones entre los dos. Más tarde debido a la incitación de Daji, Gongbao traiciona a Jiang Ziya y a Ji Fa. |

### Personajes secundarios
| Actor                 | Personaje     | N.º de episodios | Notas |
| --------------------- | ------------- | ---------------- | --- |
| Lian Lian             | Consorte Chen | -                | Es la Consorte de Di Xin, a quien ama profundamente y la hermana menor de Huang Feihu. Chen está celosa de Daji, por la atención que su esposo le presta. |
| Lin Youwei            | Jiang Ziya    | -                | Es un hombre noble, que ayudó a Ji Fa a derrocar a la dinastía Shang y construir la nueva dinastía Zhou.                                                  |
| Chen Shu              | Nüwa          | -                | Es una diosa en la antigua mitología china, que castiga a Di Xin por sus malas acciones.                                                                  |
| Liu Min (刘敏)        | Chao Xi       | -                | Es la Reina Zhou de Shang y la esposa de Di Xin. |
| Li Yitong             | Hu Xian'er    | -                | Es la previa reencarnación de Daji. Un espíritu zorro de las tumbas de Xuanyuan.                                                                          |
| Jiang Yiyi            | Ling'er       | -                | |
| Puff Kuo              | Yan Jiu       | -                | |
| Hai Lu                | Yun Jin       | -                | |
| Zheng Guolin (郑国霖) | Ji Chang      | -                | Es el Rey Wen de Zhou y el padre de Ji Fa. |
| Shiyue Anxi           | Nezha         | -                | Es el pequeño hijo de Li Jing y una deidad protectora. |
| Wang Maolei (王茂蕾)  | Li Jing       | -                | Es el Rey Celestial Li que lleva la Pagoda y el padre de Nezha.                                                                                           |
| Bai Yu                | Profesor Li   | -                | |
| Sun Shaolong          | Tu Xingsun    | -                | |
| Xu Kai Mai Zheng Xin  | Yang Jian     | -                | Es la mano derecha de Jiang Ziya y su general más fuerte en el estado Xiqi.                                                                               |
| Nan Fulong (南伏龙)   | Huang Feihu   | -                | Es un general durante la Dinastía Shang. |
| Hong Yao              | Yun Teng      | -                | |
| Wang Yizhe (王一哲)   | Leizhenzi     | -                | Es el ahijado de Ji Chang. Un ser celestial creado por una gran tormenta en Mount Swallow.                                                                |
| Chu Junchen (初俊辰)  | -             | -                | |

### Otros personajes
| Actor                | Personaje                | N.º de episodios | Notas                                                                                              |
| -------------------- | ------------------------ | ---------------- | -------------------------------------------------------------------------------------------------- |
| Deng Sha (邓莎)      | Ma Yingshuang            | -                | |
| Wen Zhengrong        | Madame Si                | -                | |
| Chen Xiuli           | Pianpian                 | -                | |
| Gao Yu'er            | Heyin                    | -                | |
| Liu Zhiyang          | Tongtian Jiaozhu         | -                | Es el Gran Maestro del Cielo (inglés: "Grandmaster of Heaven") y el Líder de la Secta taoísmo Jie. |
| Zhang Nan            | Long Nu, Dama Dragón     | -                | Es la Dama Dragón.                                                                                 |
| Zhao Yiqin (赵弈钦)  | Long Zi, Príncipe Dragón | -                | Es el Príncipe Dragón.                                                                             |
| Sun Ao               | Long Zhan                | -                | |
| Zhang Jianing        | Qimeng                   | -                | |
| He Hongshan          | -                        | -                | Es una huésped.                                                                                    |
| Liu Enshang (刘恩尚) | A'bao                    | -                | |
| Yang Caiying         | Tía                      | -                | |
| Liu Qiwei            | -                        | -                | Es un mago.                                                                                        |
| Liu Ze Quni          | Wu Ji                    | -                | Es el discípulo de Jiang Ziya.                                                                     |
| Yang Yulan           | -                        | -                | Es la abuela de Yan Jiu.                                                                           |
| Zhang Yi Xi          | -                        | -                | |
| Chen Meng Xi         | -                        | -                | |

## Episodios
La serie estará conformada por 50 episodios.

## Producción
La serie estará desarrollada en los últimos años de la dinastía Shang, y girará en torno a la vida de Ji Fa como rehén en Zhaoge y su viaje para convertirse en un gobernante legendario. La serie involucrará elementos de fantasía procedentes de la novela "Investiture of the Gods".
Es dirigida por Li Dachao (李达超), Liu Zhenming (刘镇明), Ren Haiyao (任海曜) y Zhu Lihe (朱礼和). La escritura estuvo a cargo del guionista Yu Zheng, quien también fue el productor ejecutivo y el director de arte. Lun Pengbo, es el director de efectos visuales, mientras que He Jian, es el diseñador del vestuario. Yu Zheng contrató a profesores de historia, presentadores de "Lecture Room" y profesores de arqueología para garantizar que las series de televisión sean lo más precisas posible a la historia de la vida real.
En mayo del 2017 se revelaron unas sesiones de fotos de algunos de los protagonistas de la serie con sus trajes.
Las filmaciones comenzaron el 13 de septiembre del 2016 en Kanas Lake, Xinjiang Uygur Autonomous Region y finalizaron el 7 de febrero del 2017 en "Hengdian World Studios", en Xinjiang, Kioto.
Contará con el apoyo de las compañías de producción "Huanyu Film", "Cathay Media", "Mango TV" y "Media Asia Film".